# سیان بانیستر
سیان بانیستر (انگلیسی: Cyan Banister؛ زادهٔ ۱۹۷۷) سرمایه‌گذار و کارآفرین اهل ایالات متحده آمریکا است، که در سال ۲۰۰۵ شرکت فاندرز فاند را تأسیس کرد.